# Njärrejaure
Njärrejaure är en sjö i Kiruna kommun i Lappland och ingår i Torneälvens huvudavrinningsområde. Sjön har en area på 0,475 kvadratkilometer och ligger 747,5 meter över havet. Njärrejaure ligger i Pältsa Natura 2000-område. Sjön avvattnas av vattendraget Muonioälven (Njärrejåkkå).

## Delavrinningsområde
Njärrejaure ingår i det delavrinningsområde (766558-167362) som SMHI kallar för Ovan Vaurakvielma. Medelhöjden är 914 meter över havet och ytan är 44,45 kvadratkilometer. Det finns inga avrinningsområden uppströms utan avrinningsområdet är högsta punkten. Muonioälven (Njärrejåkkå) som avvattnar avrinningsområdet har biflödesordning 2, vilket innebär att vattnet flödar genom totalt 2 vattendrag innan det når havet efter 573 kilometer. Avrinningsområdet består mestadels av öppen mark (37 procent) och kalfjäll (62 procent). Avrinningsområdet har 0,48 kvadratkilometer vattenytor vilket ger det en sjöprocent på 1,1 procent.